# Стичкин Брановер, Давид
Давид Стичкин Брановер (исп. David Stitchkin Branover; 25 октября 1912, Сантьяго — 12 июля 1997) — чилийский юрист и педагог, ректор университета Консепсьона.
Окончил факультет права университета Чили, в 1937 г. получил звание адвоката. С 1940 г. профессор гражданского права. Опубликовал монографию «Гражданское поручение» (исп. El mandato civil; 1950, четыре переиздания), считающуюся основополагающим источником по этому юридическому понятию в чилийском праве.
В 1956 г. избран ректором университета Консепсьона, сменив в этой должности основателя университета Энрике Молина Гармендиа. Занимал свой пост до 1962 г. Осуществил серьёзную реформу университета, организовав в его составе специализированные научные институты для поощрения исследовательской активности студентов. Открыл третий кампус университета в городе Лос-Анхелес. С марта по декабрь 1968 г. вновь исполнял обязанности ректора.
Почётный доктор университета Альфреда (1960) и университета Консепсьона (1980).
Был женат на Фанни Литвак; у супругов четверо детей.